# Gipuzkoa
Gipuzkoa (hiszp. Guipúzcoa) – prowincja w północnej Hiszpanii, współtworząca wspólnotę autonomiczną Kraju Basków, ze stolicą w Donostii-San Sebastián. Gipuzkoa jest najmniejszą prowincją Hiszpanii; zajmuje obszar 1980 km².